# Andover (Ohio)
Andover é uma vila localizada no estado norte-americano de Ohio, no Condado de Ashtabula.

## Demografia
Segundo o censo norte-americano de 2000, a sua população era de 1269 habitantes. 
Em 2006, foi estimada uma população de 1240, um decréscimo de 29 (-2.3%).

## Geografia
De acordo com o United States Census Bureau tem uma área de 
3,5 km², dos quais 3,5 km² cobertos por terra e 0,0 km² cobertos por água. Andover localiza-se a aproximadamente 346 m acima do nível do mar.

## Localidades na vizinhança
O diagrama seguinte representa as localidades num raio de 20 km ao redor de Andover. 